# 托马斯·丹尼尔

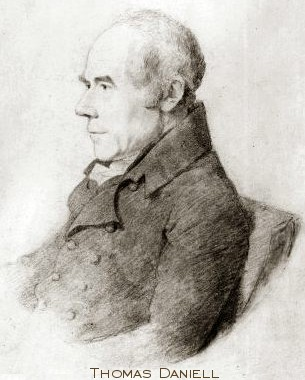
托马斯·丹尼尔

托马斯·丹尼尔（Thomas Daniell；1749年—1840年3月19日）是英国风景画画家，出生于彻特西，后成为一纹章画家的学徒。托马斯·丹尼尔在1790年成为英国皇家艺术学院学者。

## 图册

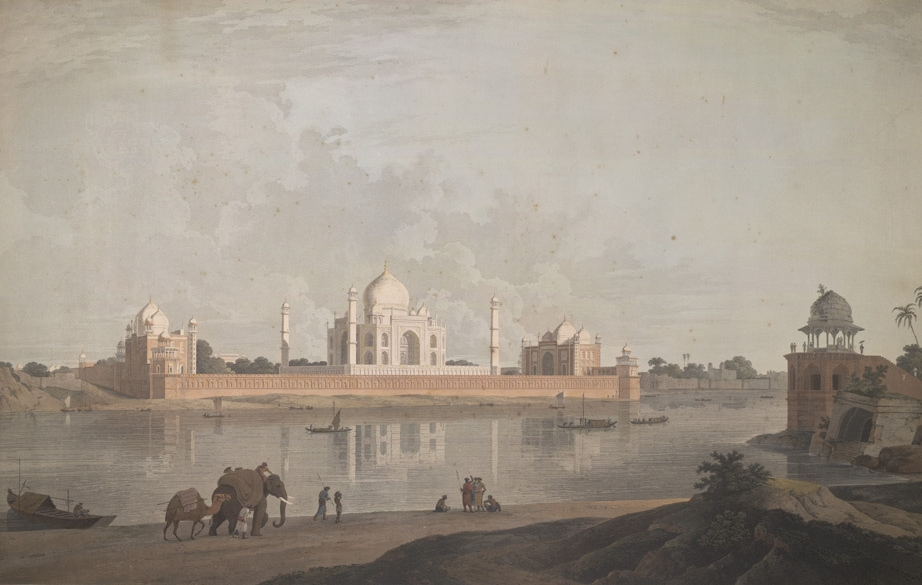
泰姬陵
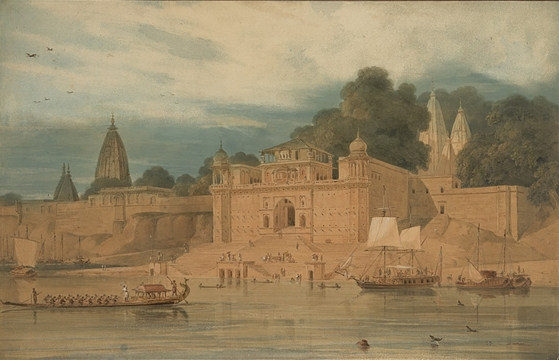
贝拿勒斯
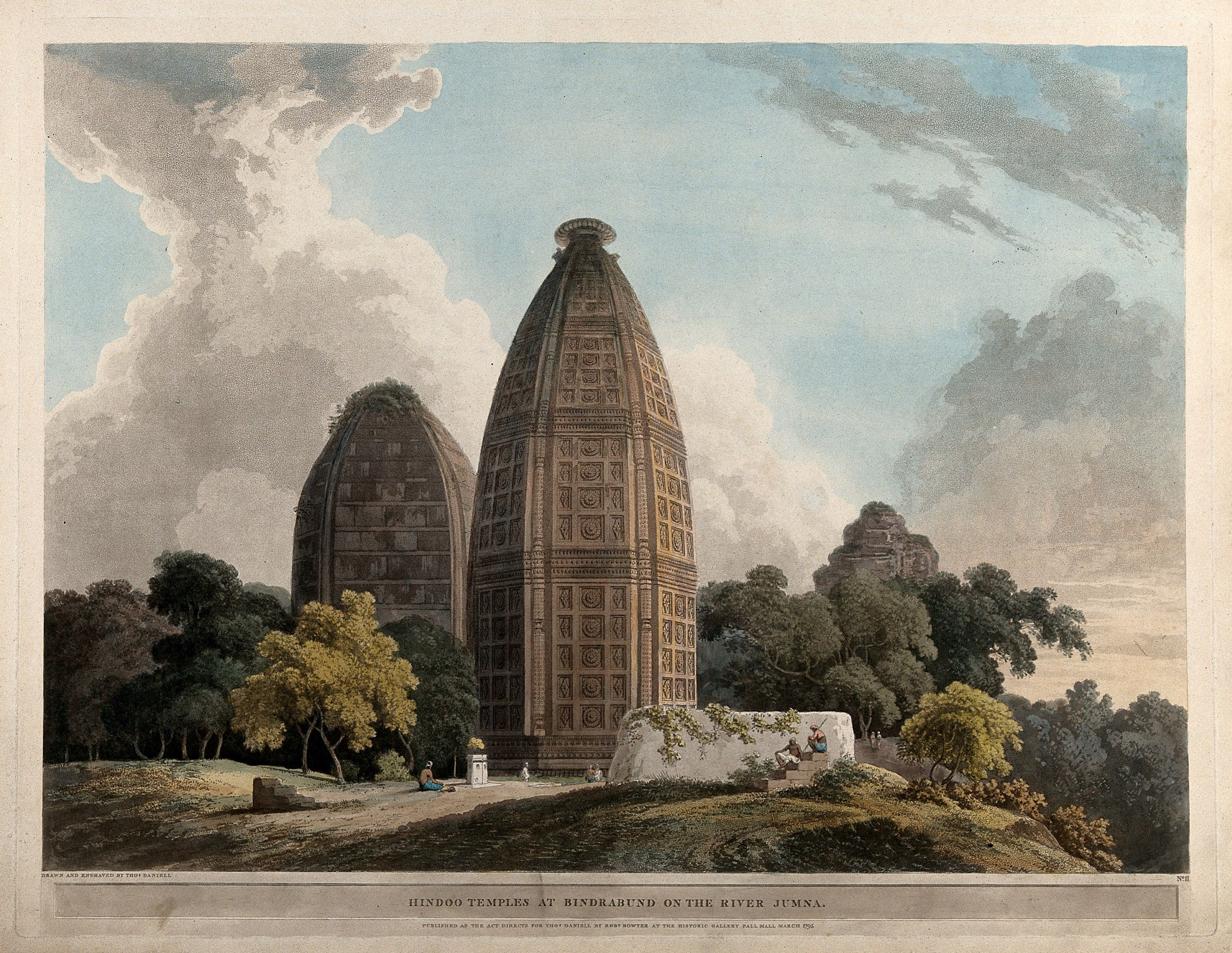
河上的印度教寺庙
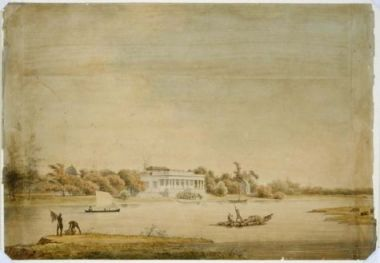
印度政府
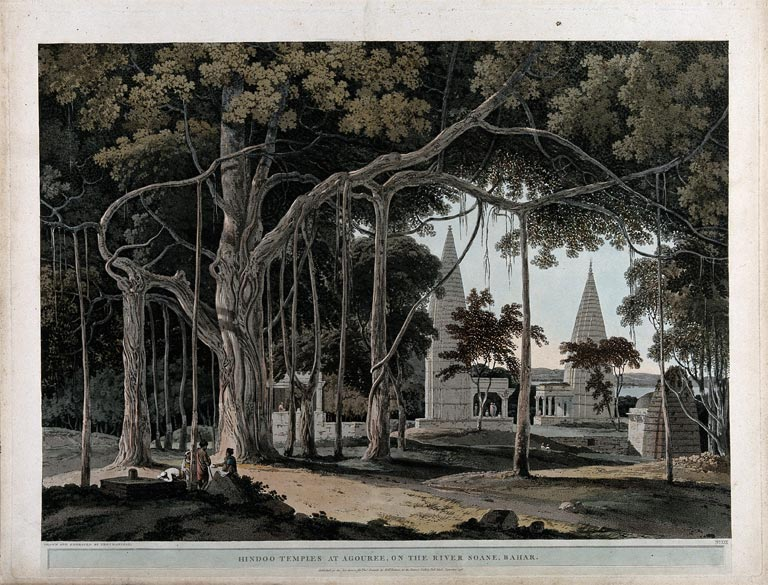
榕树与印度教寺庙
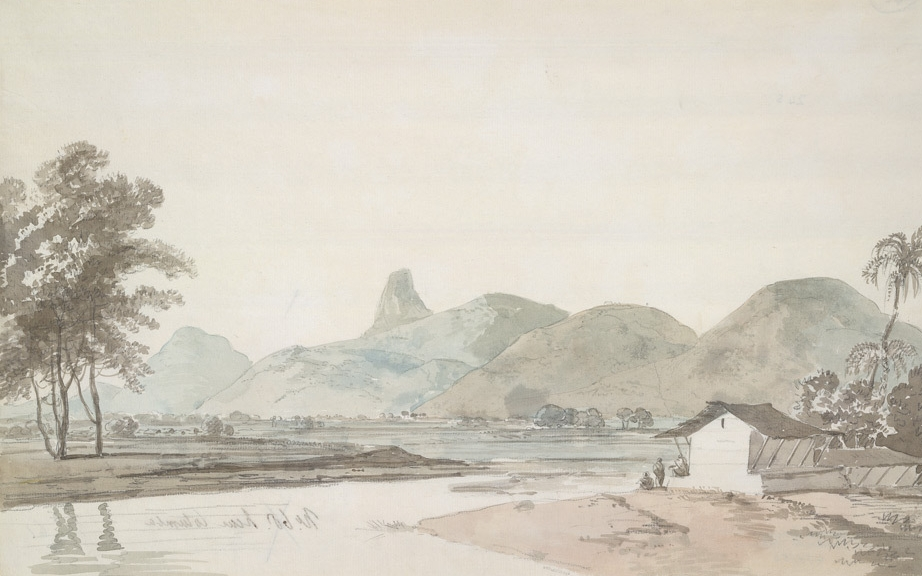
印度南部
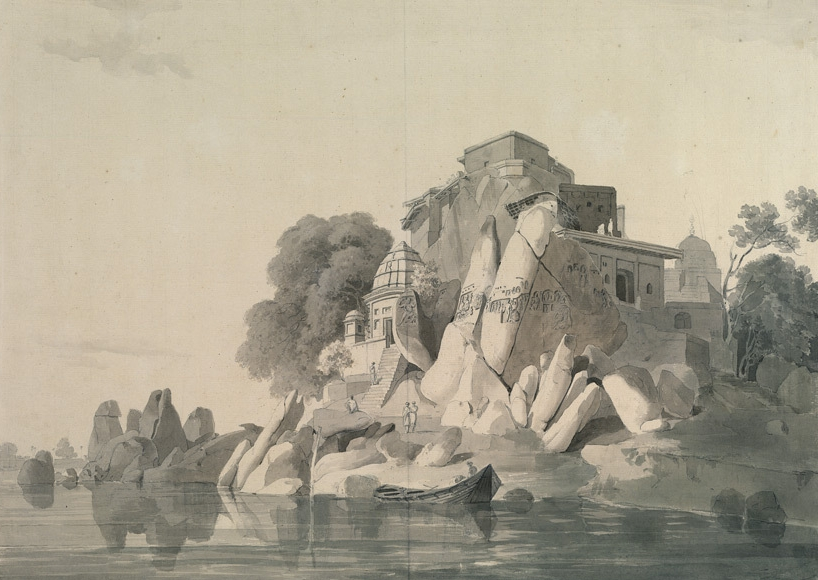
比哈尔邦
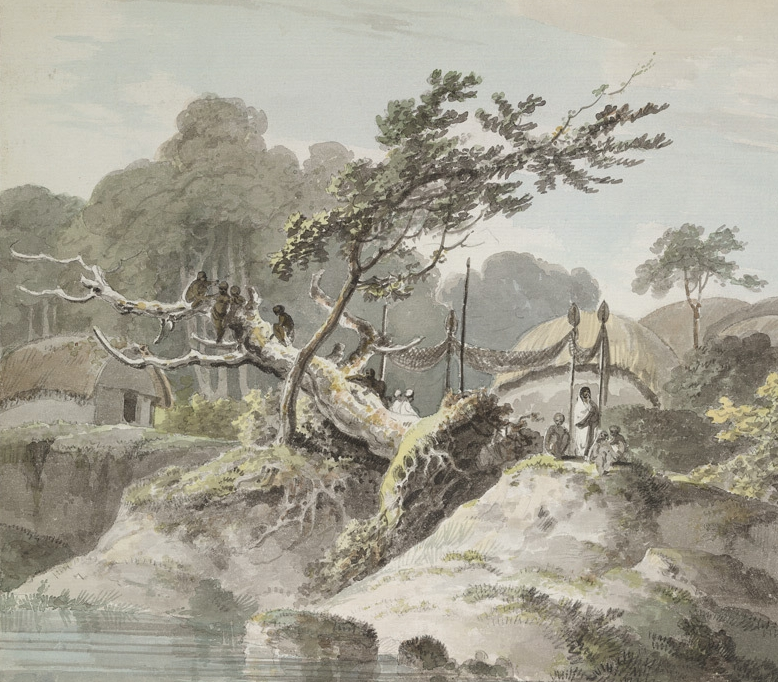
孟加拉